# Nannocharax rubrolabiatus
Nannocharax rubrolabiatus es una especie de peces de la familia Citharinidae en el orden de los Characiformes.

## Morfología
Los machos pueden llegar alcanzar los 6 cm de longitud total.
- Número de  vértebras: 37.[1]

## Hábitat
Vive en zonas de clima tropical (23 °C-25 °C).

## Distribución geográfica
Se encuentran en África:  cuenca del río Sanaga (el Camerún ).